# ارتباطات میان‌فرهنگی

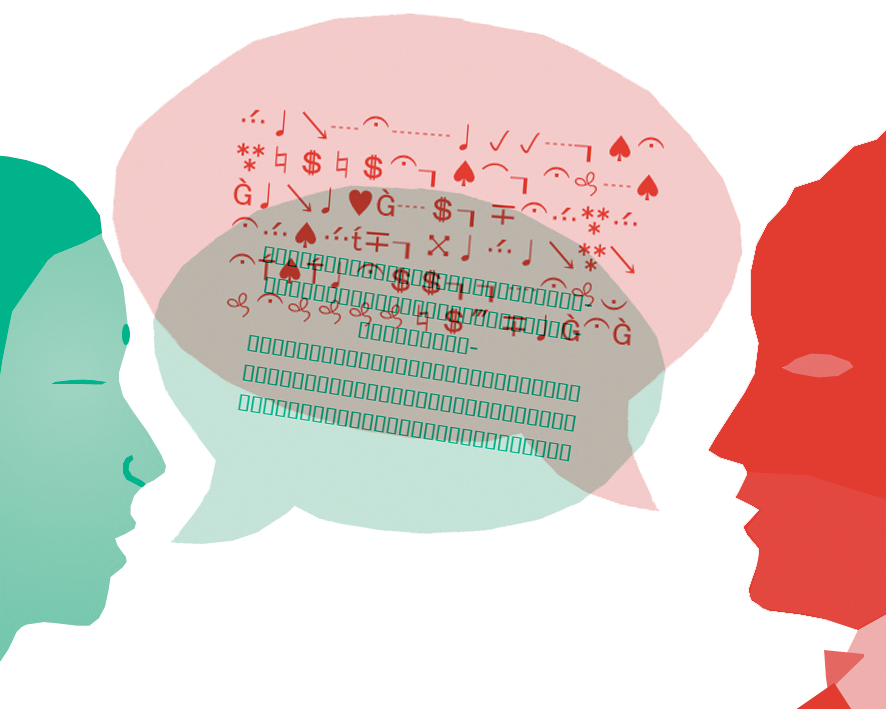
ارتباطات میان فرهنگی

ارتباطات میان‌فرهنگی رشته‌ای است که به مطالعۀ ارتباطات میان فرهنگ‌ها و گروه‌های اجتماعی مختلف یا چگونگی تأثیر فرهنگ بر ارتباطات می‌پردازد. این رشته به توصیف طیف وسیعی از فرایندهای ارتباطی و مسائلی می‌پردازد که به‌طور طبیعی در یک سازمان یا بافت اجتماعی متشکل از افراد دارای پیشینه مذهبی، اجتماعی، قومی، و تربیتی گوناگون بروز پیدا می‌کنند. در این مفهوم، این رشته در پی درک آن است که چگونه مردم متعلق به کشورها و فرهنگ‌های گوناگون عمل می‌کنند، با یکدیگر ارتباط برقرار می‌کنند و جهان اطراف خود را درک می‌کنند. بسیاری از افراد دخیل در امر ارتباطات میان‌فرهنگی استدلال می‌کنند که فرهنگ تعیین‌کنندۀ این امر است که افراد چگونه پیام‌های خود را رمزگذاری می‌کنند، چه رسانه‌ای برای ارسال آنها انتخاب می‌کنند، و چگونه به تفسیر پیام‌ها می‌پردازند.
در خصوص رشتۀ ارتباطات میان‌فرهنگی باید گفت که به مطالعه وضعیت‌هایی می‌پردازد که در آنها افراد با پیشینه‌های فرهنگی مختلف به تعامل با یکدیگر می‌پردازند. ارتباطات میان‌‌فرهنگی، صرف نظر از زبان، بر خصوصیات اجتماعی، الگوهای فکری، و فرهنگ‌های گروه‌های مختلف مردم تمرکز دارد. این رشته همچنین دربرگیرندۀ درک فرهنگ‌ها، زبان‌ها و آداب و رسوم مردم کشورهای مختلف است. ارتباطات میان‌فرهنگی در علوم اجتماعی مانند انسان‌شناسی، مطالعات فرهنگی، زبان‌شناسی، روان‌شناسی و ارتباطات نقش ایفا می‌کند. همچنین، ارتباطات میان‌فرهنگی مبنایی برای تجارت بین‌الملل فراهم می‌سازد. ارائه‌دهندگان خدمات میان‌فرهنگی به رشد مهارت‌های ارتباط فرهنگی کمک می‌کنند. پژوهش بخش عمده‌ای از رشد مهارت‌های ارتباط فرهنگی را تشکیل می‌دهد.
هویت و فرهنگ نیز در چارچوب رشتۀ ارتباطات برای تحلیل چگونگی تأثیر جهانی شدن بر شیوۀ تفکر، اعتقادات، ارزش‌ها و هویت در چارچوب و میان محیط‌های فرهنگی مطالعه می‌شوند. پژوهشگران ارتباطات میان‌فرهنگی با نگرشی پویا به نظریه روی می‌آورند و معتقد نیستند که فرهنگ سنجش‌پذیر است یا اینکه فرهنگ‌ها خصلت‌های جهانی دارند. پژوهشگران اذعان می‌کنند که فرهنگ و ارتباطات به موازات تغییرات اجتماعی دچار تحول می‌شوند و نظریه‌ها باید تحولات دائمی و جنبه‌های مختلف جامعه را در نظر گیرند.
مطالعۀ ارتباطات میان‌فرهنگی نیازمند درک میان‌فرهنگی است که عبارت از توانایی درک و اهمیت‌دادن به تفاوت‌های فرهنگی است. زبان نمونه‌ای از یک مؤلفه فرهنگی مهم است که مرتبط با درک میان‌فرهنگی است. ارتباطات میان فرهنگی به نوعی تعامل برابر با گویندگان سایر زبان‌ها و احترام به سایر هویت هاست.

## حوزه‌ها

### استراتژی‌های تجاری میان‌فرهنگی
ارتباطات تجاری میان‌فرهنگی به ایجاد هوش فرهنگی از طریق تربیت و آموزش در زمینۀ مدیریت و تسهیلگری ارتباطات میان‌فرهنگی، مذاکرۀ میان‌فرهنگی، حل منازعات میان‌فرهنگی، خدمات مشتریان، ارتباطات تجاری و سازمانی کمک می‌کند. درک میان‌فرهنگی تنها مختص برقراری ارتباط با کارگران مهاجر نیست. درک میان‌فرهنگی با مسئولان پروژه آغاز می‌شود و دامنۀ آن به ارائه‌دهندگان خدمات و محتوا می‌رسد. توانایی برقراری ارتباط، مذاکره و همکاری مؤثر با افراد متعلق به فرهنگ‌های دیگر برای تجارت بین‌الملل امری حیاتی است.

#### مدیریت
نکات مهمی که باید مد نظر قرار داد:
· پرورش حساسیت‌های فرهنگی
· پیش‌بینی معنایی که گیرنده دریافت خواهد کرد
· رمزگذاری دقیق
· استفاده از کلمات، تصاویر و ژست‌ها
· اجتناب از کاربرد زبان عامیانه، اصطلاحات و گویش‌های محلی
· انتقال گزینشی مطالب
· برقراری روابط و در صورت امکان، روابط رودررو
· رمزگشایی دقیق بازخورد
· به‌دست‌آوردن بازخورد از طرف‌های متعدد
· بهبود مهارت‌های شنیداری و مشاهده
· پیگیری

#### تسهیلگری
. پیوندی بین ویژگی‌های شخصیتی فرد و توانایی سازگاری با محیط کشور میزبان – از جمله توانایی برقراری ارتباط در آن محیط – وجود دارد.
دو ویژگی شخصیتی کلیدی، پذیرش و انعطاف‌پذیری است. پذیرش شامل ویژگی‌هایی نظیر تساهل در در برابر ابهام، درون‌گرایی و برون‌گرایی و برخورداری از ذهن باز است. از سوی دیگر، انعطاف‌پذیری شامل برخورداری از کانون کنترل درونی، شکیبایی، تساهل در برابر ابهام و کاردانی است.
این عوامل همراه با هویت فرهنگی و نژادی فرد و سطح لیبرالیسم، استعداد شخص برای سازگاری را تشکیل می‌دهند.

### ادراکات فرهنگی
مفهوم‌بندی‌های مشترکی از صفاتی وجود دارند که فرهنگ‌های جمع‌گرا و فردگرا را تعریف می‌کنند. عملیاتی‌کردن ادراک هویت‌های فرهنگی در این قالب صورت می‌گیرد که فرهنگ‌ها ایستا و همگن باشند؛ هنگامی که در واقع فرهنگ‌ها در داخل کشورها ماهیتی چندقومیتی داشته و افراد در این زمینه که چگونه تفاوت‌های فرهنگی را درونی ساخته و بروز می‌دهند، از یکدیگر متفاوت‌اند.

### جهانی‌شدن
جهانی‌شدن نقش مهمی در نظریه‌پردازی در خصوص ارتباطات اجتماعی، رسانه‌ها و مطالعات ارتباطات فرهنگی ایفا می‌کند. پژوهشگران ارتباطات میان‌فرهنگی بر این تأکید می‌کنند که جهانی‌شدن بر اثر افزایش تنوع فرهنگ‌ها در سراسر جهان پدید آمده و با ازمیان‌رفتن موانع فرهنگی شکوفا شده‌است. مفهوم ملیت و ایجاد فضای ملی به صورت دیالکتیکی از طریق ارتباطات و جهانی‌شدن درک می‌شود.
مدل پراکسیس میان‌فرهنگی که توسط کاترین سورلز ارائه شده به ما نشان می‌دهد چگونه به کنکاش دربارهٔ تفاوت‌های فرهنگی در راستای تفاوت در قدرت بپردازیم. این مدل به شما کمک می‌کند درک کنید به عنوان یک فرد کی هستید و چگونه می‌توانید با دیگر افرادی که ممکن است با شما متفاوت باشند ارتباط بهتری برقرار کنید. به منظور ادامۀ زندگی در جامعه‌ای جهانی‌شده می‌توان از این مدل پراکسیس برای درک تفاوت‌های فرهنگی (بر اساس نژاد، قومیت، جنسیت، طبقه، گرایش جنسی، مذهب، ملیت و غیره) در چارچوب نظام‌های نهادی و تاریخی قدرت استفاده کرد. مدل پراکسیس ارتباطات میان‌فرهنگی ما را ملزم به پاسخگویی با روی گشاده به کسی می‌کند که تعلق به فرهنگی متفاوت از فرهنگ ما دارد. رسانه‌ها در خصوص تصور ما از سایر فرهنگ‌ها و نیز تصورمان از خودمان نقشی مؤثر دارند. به هر حال مهم است که بیاموزیم چگونه با دیگران از طریق مدل پراکسیس سورلز ارتباط برقرار کنیم.
فرایند سورلز از شش نقطۀ ورودی به فضاهای میان‌فرهنگی از جمله کاوش، قالب‌بندی، تعیین جایگاه، گفتگو، تأمل و کنش تشکیل می‌شود. کاوش به عنوان نخستین گام در مدل پراکسیس ارتباطات میان‌فرهنگی، علاقه به یادگیری دربارهٔ درک افراد دارای پیشینۀ فرهنگی و جهان‌بینی متفاوت و در عین حال به چالش کشیدن ادراکات خود است. سپس، قالب‌بندی آگاهی از بافت‌های محلی و جهانی است که تعاملات میان‌فرهنگی را شکل می‌دهند؛ و از این رو، به معنای توانایی تغییر جهت میان چارچوب‌های خرد، متوسط و کلان است. تعیین جایگاه، در نظر گرفتن جایگاه خود در جهان در مقایسه با دیگران و چگونگی تأثیر این جایگاه بر جهان‌بینی و امتیازات خاص است. گفتگو نقطه عطف فرایندی است که در جریان آن درک بهتر تفاوت‌ها و تنش‌های احتمالی از طریق تجربه و تعامل با سایر فرهنگ‌ها به‌دست می‌آید. دیگر آنکه تأمل به شخص امکان می‌دهد تا از طریق درون‌نگری ارزش این تفاوت را یاد بگیرد و نیز کنش در جهان را به شیوه‌ای معنادار، مؤثر و مسئولانه مقدور می‌کند. این فرایند سرانجام به کنش ختم می‌شود که هدف از آن، ایجاد جهانی آگاه‌تر با اقدام در جهت عدالت اجتماعی و صلح میان فرهنگ‌های مختلف است. آن گونه که سورلز می‌گوید: در شرایط جهانی‌شدن، پراکسیس میان‌فرهنگی به ما فرایندی متشکل از تفکر و عملی انتقادی و تأمل‌برانگیز ارائه می‌دهد که ما را قادر می‌سازد در فضای میان‌فرهنگی که در آن قرار داریم، در قالب‌های بین فردی، جمعی و جهانی عمل کنیم.

## مشکلات
مشکلات موجود در ارتباطات میان‌فرهنگی معمولاً از مسائلی ناشی می‌شود که در رابطه با انتقال و دریافت پیام مطرح است. در ارتباط بین افراد متعلق به یک فرهنگ، شخصی که پیام را دریافت می‌کند آن را بر اساس همان ارزش‌ها، اعتقادات و انتظاراتی تفسیر می‌کند که شخص فرستنده پیام داراست. هنگامی که این اتفاق می‌افتد، شیوۀ تفسیر پیام از سوی گیرنده احتمالاً بسیار مشابه منظور و نیت فرستنده است. با وجود این، هنگامی که گیرنده پیام شخصی باشد که دارای فرهنگی متفاوت است، گیرنده از اطلاعات موجود در فرهنگ خود برای تفسیر پیام استفاده می‌کند. پیامی که گیرنده تفسیر می‌کند ممکن است بسیار متفاوت از منظور و نیت گوینده باشد.
نشان داده شده‌است که ارتباطات غیرکلامی بین ۶۵ تا ۹۳ درصد ارتباطات تفسیرشده را تشکیل می‌دهد. تفاوت‌های جزئی در زبان بدن، آهنگ گفتار و دقت، اغلب باعث عدم اعتماد و سوءبرداشت میان طرف‌هایی می‌شود که به فرهنگ‌های متفاوت تعلق دارند. در اینجاست که ارتباطات غیرکلامی می‌تواند سبب بروز مشکلات در ارتباطات میان‌فرهنگی گردد. سوءتفاهم‌ها در ارتباطات غیرکلامی می‌تواند به برداشت‌های اشتباه و توهین‌آمیز در نتیجۀ تفاوت‌های فرهنگی منجر شود. برای مثال، دست‌ دادن در یک فرهنگ ممکن است مناسب باشد در حالی که در فرهنگی دیگر ممکن است غیرمؤدبانه یا نامناسب تشخیص داده شود.
ارتباطات مؤثر به درک غیررسمی در میان طرف‌های دخیل بستگی دارد که مبتنی بر اعتمادی است که میان آنان شکل گرفته‌است. هنگامی که اعتماد وجود داشته باشد، درکی ضمنی در ارتباط وجود دارد، تفاوت‌های فرهنگی می‌توانند نادیده گرفته شوند و آسان‌تر می‌توان با مشکلات مواجه شد. معنای اعتماد و چگونگی ایجاد و انتقال آن در هر جامعه‌ای متفاوت است. به همین شکل، برخی فرهنگ‌ها بیشتر از سایرین تمایل به اعتمادکردن دارند.

## نظریه‌ها
انواع نظریه‌های زیر را می‌توان در رده‌های مختلف تشخیص داد: تمرکز بر نتایج مؤثر، انطباق یا تطبیق، مصالحه و مدیریت اختلافات هویتی، شبکه‌های ارتباطی، فرهنگ پذیری و سازگاری.

### مهندسی اجتماعی نتایج مؤثر
همگرایی فرهنگی
·  در یک نظام اجتماعی بسته که در آن ارتباط میان اعضا نامحدود است، نظام در کل با گذشت زمان به سمت وحدت فرهنگی بیشتر میل پیدا می‌کند. هنگامی که ارتباط محدود شود، نظام میل به واگرایی پیدا کرده و به سمت تنوع حرکت می‌کند.
نظریه انطباق ارتباطی
· این نظریه بر استراتژی‌های زبانی برای کاهش یا افزایش فاصله ارتباطی تمرکز دارد. نظریه انطباق ارتباطی در پی تبیین و پیش‌بینی این است که چرا، چه موقع، و چگونه افراد رفتار ارتباطی خود را در جریان تعامل اجتماعی سازگار می‌کنند و چه پیامدهای اجتماعی از این سازگاری‌ها ناشی می‌شود.
تطبیق بین فرهنگی
· تطبیق بین فرهنگی مستلزم توانش ارتباطی آگاهانه است. توانش ارتباطی به صورت تفکر، احساس و رفتار عملگرایانه، آن گونه که در فرهنگ غالب مناسب انگاشته شده، تعریف می‌شود. توانش ارتباطی نتیجه‌ای مبتنی بر میزانی است که در قالب همنوایی کارکردی/ عملیاتی با معیارهای محیطی مانند شرایط کار مفهوم‌بندی شده‌است. فراتر از این، تطبیق به معنای نیاز به همنوایی با واقعیت عینی غالب و شیوه‌های پذیرفته‌شده تجربه است.
نظریه هم‌فرهنگی
- ارتباط هم‌فرهنگی، در کلی‌ترین شکل خود، به تعاملات میان اعضای گروه‌های مسلط و محروم اشاره دارد. هم‌فرهنگ‌ها شامل افراد رنگین‌پوست، زنان، معلولان، همجنس‌گرایان و متعلق به طبقات اجتماعی پایین می‌شود اما تنها محدود به آنها نیست. نظریه هم‌فرهنگی، آن گونه که توسط مارک پی. اوربه تدوین شده است، به روش‌های استراتژیکی نگاه می‌کند که در آن اعضای گروه هم‌فرهنگ با دیگران ارتباط برقرار می‌کنند. به‌علاوه، چارچوب هم‌فرهنگی اینکه افراد مختلف چگونه با یکدیگر ارتباط برقرار می‌کنند را بر اساس شش عامل توضیح می‌دهد.

### شبکه‌های ارتباطی
- شبکه‌ها و توانش ارتباطی برون‌گروهی
- شبکه‌های درون‌گروهی در برابر شبکه‌های بین گروهی
- شبکه‌ها و فرهنگ‌پذیری

### فرهنگ‌پذیری و انطباق
- فرهنگ‌پذیری ارتباطی
این نظریه می‌کوشد انطباق میان‌فرهنگی را به عنوان تلاشی مشارکتی به تصویر بکشد که در آن محیط بیگانه و پذیرنده به تلاشی مشترک می‌پردازند.
- مدیریت اضطراب/ عدم اطمینان
هنگامی که بیگانگان با میزبانان ارتباط برقرار می‌کنند، دچار عدم اطمینان و اضطراب می‌شوند. بیگانگان نیاز به مدیریت عدم اطمینان و نیز اضطراب خود دارند تا بتوانند ارتباط مؤثر با میزبانان برقرار کنند و سپس سعی کنند به صورتی دقیق رفتارهای میزبانان را پیش‌بینی کرده و توضیح دهند.
- همسان‌سازی، انحراف و حالت‌های بیگانگی
همسان‌سازی و انطباق نتایج دائمی فرایند انطباق نیستند بلکه نتایج موقت فرایند ارتباطی بین میزبانان و مهاجران می‌باشند؛ بنابراین، بیگانگی یا همسان‌سازی یک گروه یا فرد نتیجۀ رابطه بین رفتار منحرف و ارتباطات بی‌مبالات است.
 همسان‌سازی
همسان‌سازی فرایند جذب ویژگی‌های فرهنگ غالب تا جایی است که گروهی که همسان شده دیگر قابل تشخیص از فرهنگ میزبان نیست. همسان‌سازی می‌تواند اجباری یا داوطلبانه بنا بر وضعیت و شرایط باشد. صرفنظر از وضعیت یا شرایط، بسیار نادر است که ببینیم یک گروه اقلیت آداب و رسوم فرهنگی خود را جایگزین یا حتی فراموش کند.
- بیگانگی
بیگانگی به کسی اشاره دارد که از جمع کسانی که انتظار می‌رود با آنان معاشرت داشته باشد، رانده شده یا خود را کنار کشیده‌است. هاجدا از نظریه‌پردازان و پژوهشگران بیگانگی اجتماعی می‌گوید: «بیگانگی همان احساس ناراحتی افراد است که بازتاب آن رانده‌شدن او یا کنارکشیدنش از مشارکت اجتماعی و فرهنگی است».

### سایر نظریه‌ها
- نظریه معنای معانی- سوءتفاهم میان افراد هنگامی که آنان فرض می‌کنند یک کلمه دارای ارتباط مستقیم با مصداق خود است. گذشتۀ مشترک باعث کاهش سوءتفاهم‌ها می‌شود. تعریف، استعاره، بازخورد، و انگلیسی پایه تدابیر جبرانی زبانی ناقصی برای فقدان تجربۀ مشترک می‌باشند.
- نظریه مناقشۀ حیثیتی- اعضای فرهنگ‌های جمع‌گرا و با زمینۀ بالا که نگران آبروی خود هستند، به مدیریت نزاع با دیگری از طریق طفره‌روی، بزرگواری یا مصالحه می‌پردازند. افراد متعلق به فرهنگ‌های فردگرا و با زمینه پایین با سلطه یا از طریق حل مسئله به مدیریت منازعه می‌پردازند.
- نظریه دیدگاه- تجارب، دانش و رفتارهای ارتباطی افراد تا حدود زیادی به وسیلۀ گروه‌های اجتماعی شکل می‌گیرند که به آنها تعلق دارند. افراد گاه چیزها را به یک شکل می‌بینند، اما در مواقعی نیز از دیدگاه‌های مختلفی جهان را نظاره می‌کنند. دیدی که افراد نسبت به جهان دارند ناشی از تجارب و نیز تعلق‌شان به یک گروه اجتماعی خاص است. نظریه دیدگاه فمینیستی ادعا می‌کند که گروه‌های اجتماعی آنچه را که می‌دانیم و چگونگی ارتباط‌گیری ما را معین می‌کند. این نظریه از این موضع مارکسیستی ناشی شده که طبقات به لحاظ اقتصادی تحت ستم می‌توانند به دانشی دسترسی داشته باشند که در اختیار افراد به لحاظ اجتماعی ممتاز قرار ندارد و می‌توانند در خصوص روابط اجتماعی دانش و توصیفاتی متمایز داشته باشند.
- نظریه بیگانه – دست کم یکی از اشخاص در برخورد میان‌فرهنگی بیگانه است. بیگانگان از تفاوت‌های فرهنگی بسیار آگاهند و تمایل به دست بالا گرفتن تأثیر هویت فرهنگی بر رفتار افراد در یک جامعه بیگانه دارند در حالی که تمایزات فردی را کمرنگ می‌سازند.
- نظریه ژانر فمینیستی- به ارزیابی ارتباطات با شناسایی گویندگان زن و قالب‌بندی ویژگی‌های کلامی آنان به عنوان مدلی برای رهایی زنان می‌پردازد.
- نظریه گونۀ جنسیتی - مکالمه مرد- زن ارتباط میان‌فرهنگی است. سبک‌های مردانه و زنانۀ گفتمان، دو گویش فرهنگی متمایزند و نه شیوه‌های گفتاری برتر و پست‌تر. کلام اطلاعاتی مردان بر جایگاه و استقلال تمرکز دارد. کلام حمایتی زنان در پی ارتباط انسانی است.
- نظریه مطالعات انتقادی فرهنگی- این نظریه بیان می‌کند که رسانه‌های گروهی ایدئولوژی غالب را بر بقیۀ جامعه تحمیل می‌کنند و دلالت‌های ضمنی کلمات و تصاویر بخش‌هایی از ایدئولوژی می‌باشند که خدمات ناخواسته‌ای به نخبگان حاکم ارائه می‌دهند.
مارکسیسم- هدف آن تبیین مبارزه طبقاتی و زیربنای روابط اجتماعی از طریق اقتصاد است.

## تاریخچۀ همسان‌سازی
- همسان‌سازی اجباری در امپراتوری‌های استعماری اروپایی در قرون ۱۸، ۱۹ و ۲۰ بسیار رایج بوده‌است. سیاست‌های استعماری در رابطه با تغییر مذهب، جداسازی فرزندان، تقسیم اموال همگانی و تغییر نقش‌های جنسیتی عمدتاً بر آمریکای شمالی و جنوبی، استرالیا، آفریقا و آسیا تأثیر نهاده‌اند.
همسان‌سازی داوطلبانه بخشی از تاریخی بوده‌است که سابقه آن به دوران تفتیش عقاید در اسپانیا در قرون ۱۴ و ۱۵ برمی‌گردد، هنگامی که بسیاری از مسلمانان و یهودیان در واکنش به تعقیب مذهبی، داوطلبانه به دیانت مسیحی گرویدند در حالی که مخفیانه مناسک مذهبی خود را به جا می‌آوردند. مثال دیگر هنگامی است که اروپاییان به ایالات متحده رفتند.

## توانش بین فرهنگی
ارتباطات میان‌فرهنگی هنگامی از توانمندی برخوردار است که اهداف را به شیوه‌ای عملی می‌سازد که مناسب موقعیت و روابط باشد. از این رو، ارتباطات میان‌فرهنگی نیاز به ایجاد پیوند بین دوگانه تناسب و اثربخشی دارد. وسایل مناسب ارتباطات میان‌فرهنگی به ۱۵ درصد کاهش در اختلال در ارتباطات منجر می‌شود.
-
```
 
تناسب:
 قواعد ارزشمند، هنجارها و انتظارات از رابطه به شکل قابل توجهی نقض نمی‌شوند.
```

- اثربخشی: اهداف یا مزایای ارزشمند (مربوط به هزینه‌ها و بدیل‌ها) تحقق می‌یابند.
ارتباطات توانمند تعاملی است که در دستیابی به برخی اهداف ارزشمند اثربخش می‌باشد به گونه‌ای که به محیطی ارتباط داشته باشد که وضعیت مزبور در آن رخ داده‌است. به عبارت دیگر، مکالمه‌ای با هدفی دست‌یافتنی که در زمان و مکانی مناسب به کار گرفته می‌شود.

### مؤلفه‌ها
ارتباطات میان‌فرهنگی را می‌توان به هویت ربط داد؛ بدین معنا که ارتباط‌گر شخصی است که می‌تواند هویت ادعایی دیگران را تأیید کند. همچنین، دستیابی به هدف در توانش میان‌فرهنگی نقشی مرکزی دارد و دربرگیرندۀ ارتباط‌گری است که حس تناسب و اثربخشی در بافت‌های فرهنگی مختلف را انتقال دهد.
قوم‌محوری در ارتباطات میان‌فرهنگی نقش بازی می‌کند. ظرفیت اجتناب از قوم‌محوری مبنای توانش ارتباطی میان‌فرهنگی است. قوم‌محوری تمایل به این امر است که رفتار گروه خودی را طبیعی و درست و رفتار دیگران را غلط بدانیم.
افراد باید آگاه باشند که برای واردشدن در ارتباطات میان‌فرهنگی و تنظیم آن، راه حل ساده‌ای وجود ندارد و تنها یک راه برای انجام این کار موجود نیست. در زیر، مؤلفه‌های توانش میان‌فرهنگی ذکر می‌شود.
بافت: داوری در مورد اینکه آیا یک شخص توانمند است یا خیر در بافتی رابطه‌ای و موقعیتی صورت می‌گیرد. این بدان معناست که توانش به عنوان یک صفت تنها تعریف نمی‌شود؛ یعنی کسی می‌تواند در یک بخش بسیار قوی و در بخشی دیگر تنها تا اندازه‌ای خوب  باشد. توانش موقعیتی را می‌توان در فرهنگ‌های مختلف به نحوی متفاوت تعریف کرد. برای مثال، تماس چشمی در فرهنگ‌های غربی نشانۀ توانش است، در حالی که فرهنگ‌های آسیایی تماس چشمی زیاد را غیر محترمانه می‌دانند.
- تناسب: رفتارهای فرد قابل قبول و مناسب برای انتظارات یک فرهنگ خاص است.
اثربخشی: رفتارهایی که به نتیجه مطلوب دست‌یافته‌شده منجر می‌شوند.
انگیزه‌ها: با تداعی‌های عاطفی سر و کار دارد چرا که آنها به صورت میان‌فرهنگی انتقال پیدا می‌کنند. احساساتی که واکنش فرد به افکار و تجارب می‌باشند به انگیزه مربوط می‌شوند. نیات تفکراتی‌اند که انتخاب‌های فرد را هدایت می‌کنند، و همان اهداف یا برنامه‌هایی‌اند که رفتار فرد را هدایت می‌کنند. این دو چیز در انگیزش نقش بازی می‌کنند.

### ابزارهای بنیادی برای پیشرفت
روش‌های زیر برای بهبود توانش ارتباطی وجود دارند:
- علاقه نشان‌دادن: نشان‌دادن احترام و داشتن نگاه مثبت به شخص دیگر.
- گرایش به کسب دانش: اصطلاحاتی که افراد برای توضیح در مورد خود و درک‌شان از جهان به کار می‌برند.
همدلی: رفتار به طریقی که نشان دهد نقطه نظر دیگران را درک می‌کنیم.
رفتار وظیفه محور: طرح ابتکاری ایده‌هایی که فعالیت‌های حل مسئله را تشویق می‌کنند.
رفتار رابطه محور: هماهنگی بین فردی و واسطه گری.
- تساهل در برابر امور ناشناخته و مبهم.
- حالت تعاملی: پاسخ به دیگران به شیوه‌های توصیفی و بدون انجام داوری.
- شکیبایی.
شنیدن فعال.
روشنی و وضوح.

### عوامل مهم
- تسلط به زبان فرهنگ میزبان: درک دستور زبان و واژگان.
- درک کاربردشناسی زبان: چگونگی استفاده از استراتژی‌های ادب در طرح درخواست‌ها و چگونگی اجتناب از ارائۀ بیش از حد اطلاعات.
- حساسیت و آگاهی نسبت به الگوهای ارتباطی غیرکلامی در سایر فرهنگ‌ها.
- آگاهی از ژست‌هایی که ممکن است توهین‌آمیز بوده یا چیزی متفاوت در فرهنگ میزبان در مقایسه با فرهنگ خودی معنا می‌دهند.
- درک نزدیکی فرهنگی در فضاهای فیزیکی و صداهای فرازبانی برای انتقال معنای مورد نظر آنان.

### ویژگی‌ها
- انعطاف‌پذیری
- تحمل بالاترین سطح عدم قطعیت
- خودتأملی
- داشتن ذهن باز
- حساسیت
- سازگارپذیری
- تفکر خارج از موضوع و تفکر جانبی

## ارتباطات کلامی
ارتباطات کلامی شامل پیام‌هایی است که پیوسته با دخالت گوینده و شنونده فرستاده و دریافت می‌شود و تمرکز آن بر چگونگی به تصویر کشیده شدن پیام هاست. ارتباطات کلامی مبتنی بر زبان و کاربرد اصطلاحات است، لحن فرستنده پیام در هنگام برقراری ارتباط می‌تواند تعیین‌کننده چگونگی دریافت پیام و بافتی باشد که پیام در چارچوب آن انتقال می‌یابد.
عوامل مؤثر بر ارتباطات کلامی:
- لحن صدا
- کاربرد واژه‌های توصیفی
- تأکید بر برخی عبارات
- حجم صدا
نحوۀ دریافت پیام به این عوامل بستگی دارد زیرا آنها دامنۀ وسیع‌تری برای تفسیر در اختیار گیرنده در خصوص معنای پیام قرار می‌دهند. تأکید بر یک عبارت خاص با تغییر در لحن صدا نشانۀ اهمیت آن عبارت و تمرکز بیشتری است که باید بر روی آن صورت گیرد.
در کنار این خصوصیات، ارتباطات کلامی همچنین با سرنخ‌های غیرکلامی همراه است. این سرنخ‌ها پیام را روشن‌تر می‌سازند و نشانه‌ای در اختیار شنونده در این خصوص قرار می‌دهند که به چه طریق اطلاعات باید دریافت شوند.
نمونه‌های سرنخ‌های غیر کلامی
به لحاظ ارتباطات میان‌فرهنگی، موانع زبانی وجود دارند که به واسطۀ اشکال کلامی ارتباطات پدیدار می‌شوند. در این مورد، امکان اختلال در ارتباط بین دو طرف یا بیشتر وجود دارد. سایر موانع که به اختلال در ارتباط کمک می‌کنند، نوع واژه‌هایی است که در مکالمه به کار برده می‌شود. به دلیل وجود فرهنگ‌های متفاوت، معانی مختلفی در واژه‌های منتخب وجود دارد و این می‌تواند باعث شود پیامی که فرستنده برای گیرنده ارسال می‌کند، دچار سوء تعبیر شود.

## ارتباطات غیر کلامی
ارتباطات غیرکلامی رفتاری ارتباطی است که بدون واژه‌ها صورت می‌گیرد – هرچند اغلب ممکن است همراه با واژه‌ها باشد. تغییرات جزئی در زبان بدن، آهنگ گفتار و نقطه‌گذاری اغلب سبب تفاسیر متفاوت از وضعیت در میان طرف‌های میان‌فرهنگی می‌شود.
رفتار اشاری (kinesics) ارتباط از طریق حرکات بدن است – برای مثال، حالت بدن، ژست‌ها، حالات چهره و تماس چشمی. معنای این رفتار در کشورهای مختلف، متفاوت است.
ارتباطات چشمی (occulesics) شکلی از رفتار اشاری است که شامل تماس چشمی و استفاده از چشم‌ها برای انتقال پیام می‌گردد.
همجواری (proxemics) به تأثیر مجاورت و مکان در ارتباطات مربوط می‌شود (برای مثال، برحسب جای شخص و چیدمان دفتر). برای مثال، مکان در آمریکا و آلمان قدرت را می‌رساند.
فرازبان (paralanguage) به نحوۀ گفتن چیزی اشاره دارد و نه محتوای آنچه گفته شده‌است – برای مثال، سرعت گفتار، لحن و آهنگ صدا، سایر سر و صداها، خنده، خمیازه و سکوت.
زبان موضوعی یا فرهنگ مادی به چگونگی برقراری ارتباط از سوی افراد از طریق مصنوعات مادی – برای مثال، معماری، طراحی و مبلمان، پوشاک، اتومبیل، لوازم آرایش، و زمان – اشاره دارد. در فرهنگ‌های تک زمانی، زمان به صورت خطی تجربه می‌شود و چیزی مصرف، ذخیره، ساخته یا دور ریخته شود. زمان به زندگی نظم می‌دهد و افراد بر یک چیز در یک زمان تمرکز می‌کنند. در فرهنگ‌های چندزمانی، افراد بسیاری از چیزها را که همزمان اتفاق می‌افتند، تحمل می‌کنند و بر مشارکت دیگر افراد تأکید دارند. در این فرهنگ‌ها، افراد ممکن است بالقوه بسیار حواس‌پرت باشند، همزمان بر یک چیز تمرکز کنند و اغلب برنامه‌های خود را تغییر می‌دهند.
پوشاک و نحوۀ پوشش مردم به عنوان شکلی از ارتباطات غیرکلامی مورد استفاده قرار می‌گیرد.

## گرایش بین رشته‌ای
ارتباطات میان‌فرهنگی می‌کوشد حوزه‌های نسبتاً غیرمرتبط مانند انسان‌شناسی فرهنگی و حوزه‌های تثبیت‌شده ارتباطات را کنار یکدیگر قرار دهد. هستۀ اصلی آن ایجاد و درک این است که چگونه افراد متعلق به فرهنگ‌های گوناگون با یکدیگر ارتباط برقرار می‌کنند. مأموریت آن همچنین ارائه رهنمودهایی است که به مدد آنها افراد متعلق به فرهنگ‌های گوناگون بتوانند بهتر با یکدیگر ارتباط برقرار کنند.
ارتباطات میان فرهنگی، مانند بسیاری از حوزه‌های علمی دیگر ترکیبی از رشته‌های دیگر است. این رشته‌ها شامل انسان‌شناسی، مطالعات فرهنگی، روان‌شناسی و ارتباطات می‌گردد. این رشته همچنین به روابط بین قومیت‌ها و نیز مطالعه استراتژی‌های ارتباطی مورد استفاده جمعیت‌های هم‌فرهنگ می‌پردازد، یعنی استراتژی‌های ارتباطی مورد استفاده برای نحوۀ برخورد با جمعیت‌های اکثریت یا غالب.
مطالعۀ زبان‌هایی جز زبان مادری نه تنها به درک اشتراکات ما انسان‌ها کمک می‌کند، بلکه همچنین به درک تنوعی یاری می‌رساند که بر روش‌های ایجاد و سازماندهی دانش توسط زبان‌های ما تأکید دارند. این درک دارای پیامدهای عمیقی در خصوص گسترش آگاهی انتقادی از روابط اجتماعی است. درک روابط اجتماعی و شیوه کارکرد فرهنگ‌های دیگر اساس امور بازرگانی و تجاری موفق در شرایط جهانی‌شدن است.
اجتماعی‌شدن زبان می‌تواند در معنای وسیع کلمه به صورت تحقیق در خصوص چگونگی پیش‌انگاری و خلق مجدد روابط اجتماعی در بافت فرهنگی تعریف شود. لازم است که گوینده دستور یک زبان و نیز چگونگی قرارگرفتن عناصر زبان به لحاظ اجتماعی را درک کند تا به توانش ارتباطی دست یابد. تجربۀ بشری مرتبط با فرهنگ است و در نتیجه، عناصر زبان نیز در ارتباط با فرهنگ قرار دارند. باید به دقت نشانه‌شناسی و ارزیابی نظام نشانه‌ها را در نظر گرفت تا به مقایسۀ هنجارهای میان‌فرهنگی ارتباطات پرداخت. با وجود این، اجتماعی‌شدن زبان چندین مشکل بالقوه در پی دارد. گاه افراد می‌توانند با توصیفات کلیشه‌ای و ذهنی به تعمیم بیش از حد فرهنگ‌ها و برچسب زنی به آنها بپردازند. نگرانی عمدۀ دیگر به مستندسازی هنجارهای فرهنگی بدیلی مربوط می‌شود که حول محور این واقعیت دور می‌زنند که هیچ بازیگر اجتماعی از زبان به شیوه‌ای استفاده نمی‌کند که کاملاً با توصیفات هنجاری مطابقت داشته باشد. باید نوعی روش‌شناسی برای تحقیق دربارهٔ اینکه چگونه فرد از زبان و سایر فعالیت‌های نشانه شناختی برای ایجاد و کاربرد مدل‌های جدید رفتاری استفاده می‌کند و تا چه اندازه این امر با هنجار فرهنگی اختلاف دارد، در مطالعۀ اجتماعی‌شدن زبان گنجانده شود.